# AKASE
AKASE株式会社（英: AKASE Co.,Ltd.）は、岡山県浅口郡里庄町に本社を置く日本の家具・インテリア企業である。

## 概要
1961年、岡山県笠岡市に「アカセ木工所」として創業。国内製造と無垢材にこだわり、主に家庭用の家具を製造・販売する。

創業以来婚礼家具を主流としていたが、時代の変化に対応し脚物家具へ軸足を転換し現在に至る。
メインブランドの「MASTERWAL」のほか、「THE BROWN STONE」「hygge」「A-STYLE」の小売りブランドを展開し、岡山、東京、大阪、名古屋、仙台、兵庫、広島、鹿児島など全国に9つ（2014年6月現在）の店舗・ショールームを有する。

2007年には、ISO14001、ISO9001認証を取得。資源の再利用や植林活動を行い、環境保全活動にも積極的に取り組む。

## 沿革
- 1961年（昭和36年） - 岡山県笠岡市に「アカセ木工所」として創業
- 1963年（昭和38年） - 岡山県家具工業協同組合加入
- 1970年（昭和45年） - 新工場創設、桐箪笥メーカーとしてスタート
- 1972年（昭和47年） - 商号を「株式会社アカセ木工」として法人設立
- 1981年（昭和56年） - 里庄町新庄に新工場を建設、移転統合
- 1990年（平成2年） - ハウスメーカーのOEM生産開始
- 1991年（平成3年） - 工場2階にショールーム兼直営店「ライフスペースアカセ」をオープン。
- 1997年（平成9年） - システム収納家具「シトラス」がグッドデザイン選定商品に選ばれる
- 1998年（平成10年） - マスターウォールの前身となる新ブランド「BOCCO」を立ち上げる
- 1999年（平成11年） - ウォールナットを中心に無垢材を使用したファニチャーシリーズ「ワイルドウッド」発売
- 2000年（平成12年） - 岡山市内にアクタスパートナーショップ「A-STYLE」オープン
- 2003年（平成15年） - 名古屋に「THE BROWN STONE」オープン
- 2003年（平成15年） - 広島、奈良に「hygge」オープン（奈良店は2012年に閉店）
- 2004年（平成16年） - 鹿児島に「THE BROWN STONE」オープン
- 2004年（平成16年） - 姫路に「No Place Like Home」オープン（2014年閉店）
- 2006年（平成18年） - 「株式会社アカセ木工」の小売部門を「株式会社ステアリビング」として分社。
- 2006年（平成18年） - 神戸に「THE BROWN STONE」オープン
- 2006年（平成18年） - 45周年を機に自社ブランド「Masterwal」、OEM生産の「Mobeck」の2部門を設立
- 2007年（平成19年） - 宮城県名取市に「hygge」名取店オープン（2013年閉店）
- 2007年（平成19年） - 京都府木津川市に「No Place Like Home」高の原店オープン（2014年閉店）
- 2007年（平成19年） - ISO9001、ISO14001認証取得
- 2010年（平成22年） - 「株式会社アカセ木工」と「株式会社ステアリビング」が合併
- 2010年（平成22年） - 「株式会社アカセ木工」と「有限会社ライフスペースアカセ」が合併
- 2011年（平成23年） - 東京都港区南青山に初のマスターウォールのショールーム「マスターウォール東京」オープン
- 2012年（平成24年） - 「ライフスペース・アカセ」が「マスターウォールホーム」に店名を変更
- 2013年（平成25年） - 仙台市内にマスターウォールのショップ兼ショールーム「マスターウォール仙台」オープン
- 2013年（平成25年） - 「THE BROWN STONE名古屋」が「マスターウォール名古屋」に店名を変更
- 2013年（平成25年） - 大阪市内にマスターウォールのショールーム「マスターウォール大阪」オープン
- 2021年（令和3年） - 商号を「AKASE株式会社」へ変更[3]

## 主なブランド
- THE BROWN STONE
- hygge
- A-STYLE

### マスターウォール
家具・インテリアブランド。ウォールナットなどの無垢材を使用したオリジナル家具の製造・販売を行う。
「100年後のアンティーク家具へ」をコンセプトにした商品を提供。主にウォールナットの無垢材を使用しており、ブランド名のマスターウォールは「ウォールナットを極める」の意。2014年4月よりホワイトオーク、ブラックチェリーの扱いも開始した。完全受注生産のため、納期は状況により変動する。全国に9店舗（東京、大阪、名古屋、仙台、兵庫、岡山、広島、鹿児島）の販売店・ショールームを展開し、一部のショールームでは加工の際にできる端材を無料で提供している。
ソファ、チェア・ベンチ、テーブル・デスク、収納・AVボード、ベッドのほか、コートハンガーやミラー、ギタースタンドといった製品も手がける。

## 提供番組
- JNNニュース（岡山ローカル）

## 環境活動
ISO14001
2007年4月に環境マネジメントシステムを構築するための規格ISO14001認証を取得。自社に環境委員会を設け、「社内のゴミ分別の促進」「アカセロードクリーン作戦（本社近隣の公道や公園の清掃活動）」「グリーンカーテン設置などによる社内緑化活動」「社内のペーパーレス化の促進」といった活動を行う。
端材の提供
本社入口には、加工の際に出る様々な大きさ・形・樹種の端材を持ち帰ることができるコーナーがある。従来は廃棄していた端材を無料提供することで、環境負担の軽減を目指している。
植林
北米地方にて、ウォールナットの植林活動を実施。2006年から植林を始め、定期的に経過を観察している。